# Halálos szerelem (Bűbájos boszorkák)
A Halálos szerelem a Bűbájos boszorkák című televíziós sorozat első évadjának negyedik epizódja, melyben Piper - szokásához híven - ismét egy mágikus teremtménybe, jelen esetben egy szellembe szeret bele, miközben nővéreivel igyekszik megmenteni lelkét a kínai mitológia egy szörnyű alakjától.

## Cselekmény
|  | Alább a cselekmény részletei következnek! |

A nyitójelenetben Prue megkapja Andy-től születésnapi ajándékát, egy kulcsot egy termálfürdőbe, ugyanis elmondása szerint már nagyon szeretne dűlőre jutni a kapcsolatukat illetően, mivel kétségei miatt Prue már egy hónapja függőbe helyezte kettejük viszonyát.
Ezalatt egy kínai származású édesanya kíván boldog születésnapot fiának, akit arra int, vigyázzon a szellemekkel útja során. A fiatalember, Mark Chinatown, a San Franciscó-i kínai negyed egyik sikátorán vág keresztül, mikor egy bűnözőcsoport veszi körül, s közülük az egyik egy pisztollyal meg is gyilkolja Markot. Mark azonban szellem képében kilép testéből, így kénytelen végignézni, ahogy a banda a saját testét locsolja le benzinnel, s égeti el.
A Halliwell-házban a két fiatalabb nővér, Piper és Phoebe éppen Prue születésnapi meglepetéspartijáról beszélgetnek, Phoebe elfelejtette elküldeni a meghívókat, ezért nagy gondban vannak – legalábbis Piper nézetei szerint. Prue beszámol húgainak Andy invitálásáról, mely a hétvégén lenne esedékes, mire Piper és Phoebe felváltva igyekeznek lebeszélni Prue-t arról, hogy elmenjen Andy-vel a fürdőhelyre, amely végül fel is tűnik Prue-nak, így közli is a lányokkal, hogy mennyire utálja a meglepetéseket. 
Mialatt Phoebe egy hotel parafenoméni állásinterjúját sikeresen veszi – Prue-nak ugyanis végre egyszer ajándékot szeretne vásárolni, a legidősebb Halliwell-nővér a Buckland aukciós házban beszélget telefonon Piper-rel, szóba kerül Phoebe lelkesedése Prue születésnapját illetően is; Piper megkéri Prue-t, az Andy-vel töltendő hétvégéjét ezúttal szervezze későbbre. 
Phoebe egy hotel társalgójában bontakoztatja ki parafenoméni tudását, s egy asszonynak épp azt jósolja meg, hogy rövid időn belül meg fog hízni. Az ingerült hölgy pironkodva távozik, amikor Piper állít be, meglehetősen meglepett arccal. Nem sokkal később az epizód elején meggyilkolt Mark szelleme érkezik a lánypároshoz, s meglepődve észleli, hogy mindketten látják őt. Piper eleinte azt hiszi, a férfi csupán egy rámenős rajongó, de amikor egy kerékpáros áthajt az úttesten Mark testén, végre hajlandó hinni neki.
Eközben Prue a Quake-ben meglátja Andy-t, amint éppen volt feleségével ebédel. Kisebb közjátékot követően Prue feldúltan távozik, Andy elé pedig egy ételekkel teli asztalt gurít telekinéziserejével. Piper és Mark a holttest helyszínére igyekeznek, ugyanis Mark elmondása szerint egy kínai legenda szól arról, hogy a pokol kapujának őrzője, Yama megszerezheti a lelkeket, amíg a lelkekhez tartozó testek nincsenek eltemetve. A kínai negyed egy sikátorában Piper és Mark összetalálkozik Yama-val, de szerencsére Pipernek sikerül megfagyasztania az időt, így van idejük elmenekülni.
Aznap este, miután Prue közli húgaival, hogy a partit le is lehet mondani az aznap történteket követően. Prue is megismerkedik Markkal, a lányok pedig a konyhában beszélik meg Mark további sorsát - Piper rendkívül segítőkészen a fiú családját akarja tájékoztatni a holttest pontos hollétéről, így könnyen és gyorsan eltemethetik a testet. Phoebe-t időközben az újdonsült főnöke behivatja a hotelbe, Prue pedig elpanaszolja Piper-nek, mennyire felidegesítette, hogy Andy nem közölt vele egy ilyen fontos tényt, mint hogy volt egy felesége.
Mialatt Phoebe a hotelben egy pénztárca megérintésével látomást lát, melyben egy férfit - a pénztárca tulajdonosa - elüti egy autó, Mark elmeséli Piper-nek, mennyire nehéz hozzászoknia, hogy már nem él. Szerencsére azonban ennél sokkal érdekfeszítőbb közös témát is találnak, így a továbbiakban a főzésről és a különféle ételekről folyik a szó közöttük. Phoebe még aznap értesíti a pénztárca tulajdonosát, hogy balesetet fog szenvedni, de balszerencséjére a férfi éppen annak a nőnek a férje, akinek Phoebe súlynövekedést jósolt a délután során, így a házaspár nem hisz a lánynak, mi több, egyenesen őrültnek tartják őt.
Másnap Andy egy hatalmas csokorral várja Prue-t a nő irodájában, s beszélgetésükből az sül ki, hogy tulajdonképpen Prue is titkol néhány dolgot Andy elől, amit a nyomozó a szemére is vet a csinos művészettörténésznek. Piper közben Mark édesanyjánál próbálkozik, de úgy tűnik, képtelen közölni az asszonnyal fia halálának hírét.
A Halliwell-házban Phoebe éppen legnagyobb csodálkozásának ad okot, hogy Prue miért nem szidja le, amiért az erejét próbálja használni nyilvánosság előtt, mikor az érkező Piper és Mark a televízió közvetítésére hívják fel a jelenlévők figyelmét. A híradás arról szól, hogy a kínai negyedben megtalálták Mark holttestét, azonban azt Tony Wong bűnözőével azonosították. Phoebe-nek a műsor hatására látomása érkezik, amelyből kikövetkeztetik Wong búvóhelyének hollétét. Piper Mark társaságában fel is keresi az áruházat, ahol az irodába benyitva a lány megfagyasztja az ottlévőket, Tony Wong kezébe pedig egy a haláláról tudósító újságot helyez, majd a bűnözőről fényképet készít. A varázslat nem tart sokáig, ezért a párosnak rögtön menekülnie kell, pechükre Wongnak sikerül feljegyeznie Piper jeep-jének rendszámát.
Az elkészült fényképet Piper a rendőrségre viszi, a parkolóban pedig épp nyitott ajtó mellett beszélget Mark mellett, amikor Andy érkezik a lányhoz - természetesen ő nem látja a szellemet -, s Piper-nek sikerül kimagyaráznia magát. Mark ekkor kijelenti, hogy el szeretné vinni Piper-t egy helyre hálája jeléül. Phoebe-nek eközben nem sikerül meggyőznie a hotelvendéget arról, hogy igazat beszél, s a tragédia már épp megtörténne, amikor a legkisebb Halliwell-nővér a férfira vetődve megmenti az életét.
Mark régi otthonába vezeti Pipert, ahol átadja neki ősei régi receptjeit. Phoebe és Prue eközben arról beszélgetnek, hogy Prue-nak lépnie kell valamit az Andy-üggyel kapcsolatban, hiszen valóban nem Andy az, aki olyan titkot rejteget előle, amit soha nem lesz képes elmondani neki. Piper és Mark a Halliwell-ház előszobájában egyre romantikusabb hangulatba kerülnek, de csók sajnos nem történhet meg közöttük. Az idilli hangulatot a berontó kínai bűnözők szakítják meg, akik elviszik magukkal Pipert, s sajnálatos módon Prue és Phoebe túl későn érkeznek, hogy segítsenek testvérükön.
Az áruházban Prue-éknak sikerül kiszabadítaniuk Pipert, Wong menekülése közben - ugyanis már a rendőrség is őt üldözi - életét veszti, s egy sikátorban már érkezik is Yama, akinek Mark is besegít azzal, hogy Wongot a lándzsájára dobja. Mark pedig végül a temetését követően - ugyan a szerelmi bánattól fájdalmasan - édesapja társaságában továbbáll, otthagyva Pipert további kétségek és szomorúság közt. Otthon Prue végül úgy dönt, belemegy abba, hogy testvérei partit rendezzenek a számára, s épp a nappaliba lépne be, amikor meglátja a rengeteg embert a feldíszített helyiségben, amint boldog születésnapot kívánnak neki. A jelenlévők közül Prue rögtön kiszúrja Andy-t, akit „bűbájos” mosollyal illet.

## Árnyékok Könyve

### Ellenségek
Yama
A kínai mitológiában a pokol kapujának őrzője, aki a halott lelkeket mindenképpen a pokolba viszi lándzsája segítségével, amennyiben a lélek korábbi testét záros határidőn belül el nem temetik. Nem foglalkozik azzal, ki jó, és ki rossz, ő csak lelkeket szállít.

## Szereplők

### Állandó szereplők
- Prue Halliwell szerepében Shannen Doherty
- Piper Halliwell szerepében Holly Marie Combs
- Andy Trudeau szerepében T. W. King
- Phoebe Halliwell szerepében Alyssa Milano

### Epizódszereplők
- Mark Chao (a szellem) szerepében John Cho
- Mrs. Correy (szállodai vendég) szerepében Patricia Harty
- Mrs. Chao (Mark édesanyja) szerepében Elisabeth Sung
- Nick Correy (Phoebe ártatlanja) szerepében William Francis McGuire
- Tony Wong (Mark gyilkosa) szerepében Joe Hoe
- Yama (a kínai pokol kapujának őrzője) szerepében Todd Newton
- Susan Trudeau (Andy volt felesége) Sherrie Rose
- Frankie (a hotelmenedzser) szerepében Randelle Grenachia

## Apróságok
- Ha Phoebe látomásai fekete-fehérben játszódnak le, honnan tudná előre, hogy egy rózsaszín Cadillac üti majd el áldozatát.
- A készítők több alkalommal nem figyeltek arra, hogy a szellemek nem rendelkeznek fizikai testtel (például a kocsiba való beszálláskor Piper autója rugózik egyet).
- Amikor Pipert elrabolják Wong emberei, Prue és Phoebe teljesen más ruhában jelennek meg a lépcsőn, mint amiben fent beszélgettek.
- Ez az első epizód, hogy a Bűbájosok szellemekkel találkoznak.
- Piper elrablásakor éjszaka van, s nővérei is éjszaka indulnak utána, azonban mégis fényes nappal jutnak el az áruházhoz.
- Az epizód nagyfokú hibája, hogy Yama a halál istene nem a kínai mitológia szülötte, hanem az indiai vallásokban szerepel. A kínai mitológiában Shi-Tien-Yen-Wang - nak nevezik a halál urát.
- Az epizódban a következő dalok hangoznak el:
  - Semisonic: Secret Smile
  - Paula Cole: Hush Hush Hush
  - Beth Nielsen Chapman: Sand and Water
- A szellem a DEBASZ srác az Amerikai pitéből

## Az epizód címe más nyelveken
- francia: Histoire de fantôme chinois (A kínai szellem története)
- olasz: Un amore ultraterreno (Egy földöntúli szerelem)
- spanyol: Cita con un muerto
- orosz: Свидание с мертвецом